# Politique étrangère du Suriname
Le Suriname est membre des Nations unies, du Mouvement des Non-Alignés et de l’Organisation Mondiale du Commerce, et dispose d'une représentation diplomatique dans douze pays.

## Chronologie des relations
Devenu indépendant en 1975, le Suriname est resté longtemps isolé sur la scène politique régionale du fait de son histoire (seul pays néerlandophone en Amérique), de son enclavement géographique, de ses orientations politiques pendant la Guerre froide (aux côtés de Cuba, du Nicaragua, de la guérilla salvadorienne).
Dans les années 1990, le Suriname s’ouvre et rejoint les organisations régionales en 1995 telles que la Coopération économique pour l'Asie-Pacifique, la Communauté caribéenne. 
Pendant le mandat du Président Desi Bouterse, le gouvernement surinamien cherche à diversifier ses partenaires à l’international en se rapprochant notamment de la France, du Maroc, de la Russie, de la Serbie, de la Chine et de l’Inde. 

## Relations avec l'Amérique
Le Suriname a des ambassades dans 6 pays américains : le Brésil, Cuba, les États-Unis, le Guyana, le Trinité-et-Tobago, et le Venezuela.

### Relations avec le Brésil
Le Suriname a une frontière terrestre de 597 km avec le Brésil. La relation avec le Brésil est une priorité pour le Suriname. Le Président Desi Bouterse se rend en visite officielle à Brasilia le 2 mai 2018 au cours de laquelle plusieurs accords de coopération ont été signés.

### Relations avec le Guyana
Le Suriname a une frontière terrestre de 600 km avec le Guyana.

### Relations avec les États-Unis
En septembre 2020, le secrétaire d'État américain Mike Pompeo se rend au Suriname à la suite d'importantes découvertes pétrolières dans les eux territoriales du pays. Il rencontre et félicite le nouveau président Chan Santokhi, et vante les entreprises américaines face à la concurrence chinoise pour exploiter les ressources naturelles du pays.

## Relations avec l'Europe
La relation du Suriname avec l’Union européenne est fondée sur l’accord UE-ACP de Cotonou, signé en 2000 et révisé en 2005 et 2010. L’article 8 de cet accord prévoit la tenue d’un dialogue politique. Engagé en mai 2012 et s’est poursuivi depuis par des réunions annuelles. 
L’aide communautaire totale apportée au Suriname depuis l’indépendance est de 165 M€, dont la majeure partie (60%) a été investie dans le secteur des transports, l'appui à la riziculture (9,2 M€ à travers un programme régional du Cariform) et au secteur bananier.
Le Suriname a des ambassades dans trois pays d'Europe : la France, les Pays-Bas et la Belgique.

### Relations avec la France
Le Suriname partage avec la France une frontière 510 km, sur sa partie frontalière de la Guyane délimitée par le fleuve Maroni. En 2017, le montant des échanges commerciaux entre les deux pays était d'environ 75 millions d'euros.

### Relations avec les Pays-Bas
Le néerlandais est la langue officielle du Suriname.. Les Pays-Bas sont l'ancienne puissance coloniale du Suriname, dont le Suriname a obtenu son indépendance en novembre 1975. Contrairement à la plupart des autres colonies, l'indépendance n'a pas été réclamée par le Suriname, mais essentiellement décidée par les Pays-Bas, soucieux de se déchargée de leurs responsabilités dans cette région.
Cette décision a provoqué d'importantes migrations d'habitants du Suriname vers l'ex-puissance coloniale, les Pays-Bas. Ainsi, de nombreux sportifs néerlandais sont d'origine surinamaise, et plus particulièrement des footballeurs, dont plus de 50 ont joué dans l'équipe nationale des Pays-Bas depuis l'indépendance du Suriname. 
Parmi eux, les plus célèbres sont :

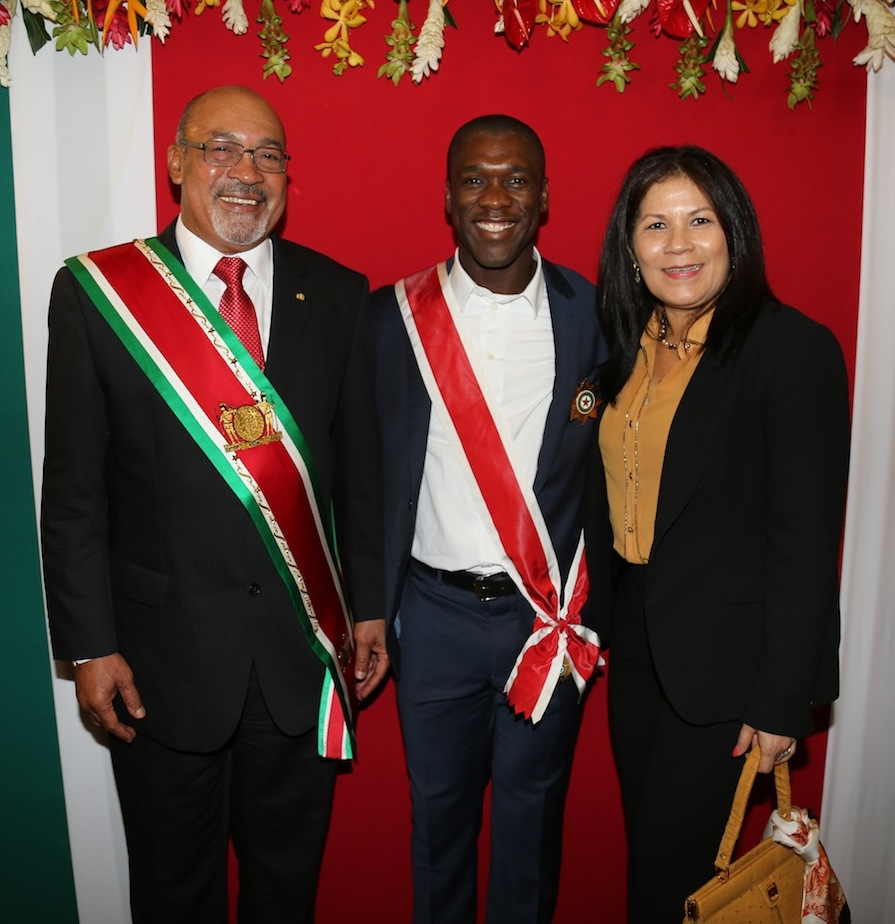
Clarence Seedorf, né au Suriname, entouré par le président Desi Bouterse et la première dame Ingrid Bouterse-Waldring, est l'un des meilleurs joueurs de l'histoire l'équipe des Pays-Bas de football.

- Humphrey Mijnals, né au Suriname en 1930, a principalement joué dans l'équipe du Suriame, avant d'être le premier joueur surinamais  à être convoqué dans l'équipe nationale des Pays-Bas en 1960[6]
- Ruud Gullit, d'origine surinamaise par son père, ballon d'or en 1987[7]
- Frank Rijkaard, 73 sélections avec les Pays-Bas[6]
- Aron Winter, né au Suriname en 1967, 84 sélections avec les Pays-Bas
- Jimmy Floyd Hasselbaink, né au Suriname en 1972, 87 sélections avec les Pays-Bas[8]
- Edgar Davids, né au Suriname en 1973, 74 sélections avec les Pays-Bas[9]
- Patrick Kluivert, d'origine surinamaise par son père Kenneth Kluivert, 79 sélections avec les Pays-Bas[10]
- Clarence Seedorf, né au Suriname en 1976, 87 sélections avec les Pays-Bas[11]
- Nigel de Jong, d'origine surinamaise par son père Jerry de Jong, 81 sélections avec les Pays-Bas[12]

En novembre 2019,  la Fédération de football (SVB) a déclaré que le Suriname peut désormais aligner en sélection des Néerlandais aux origines surinamaises.

## Relations avec l'Afrique et le Moyen-Orient
Du fait de son importante minorité musulmane, le Suriname est membre de l’Organisation de la Coopération Islamique.
Le seul pays d'Afrique dans lequel le Suriame a une ambassade est le Ghana. Leurs Ministres des affaires étrangères se sont rencontrés en avril 2019 et ont signé plusieurs accords, portant notamment sur les exemptions de visa.